# Cornus × unalaschkensis
Cornus unalaschkensis là một loài thực vật có hoa trong họ Cornaceae. Loài này được Ledeb. miêu tả khoa học đầu tiên năm 1844.